# Aradu
Die Aradu (Donner) (Kennung: F89) ist eine Fregatte der nigerianischen Marine. Das Schiff wurde als erstes der Baureihe MEKO 360 bei der deutschen Werft Blohm + Voss 1978 auf Kiel gelegt und als Rüstungsexport an Nigeria verkauft. Die Aradu ist das größte Schiff der Flotte und war bei seiner Auslieferung das schlagkräftigste Militärschiff des afrikanischen Kontinents. Mangels finanzieller und personeller Ressourcen lag das Schiff meist am Kai oder im Dock. 2012 stellte die nigerianische Marine mit der Thunder eine zweite Fregatte in Dienst.

## Typ
Die Aradu lief am 25. Januar 1980 vom Stapel. Das Schiff entspricht dem Typ MEKO 360 H1. Die Schiffe der MEKO-Baureihen sind modular konstruiert. Allerdings können dennoch nicht ohne in den Rumpf einzugreifen Elemente verändert oder ausgetauscht werden.

## Einsatz

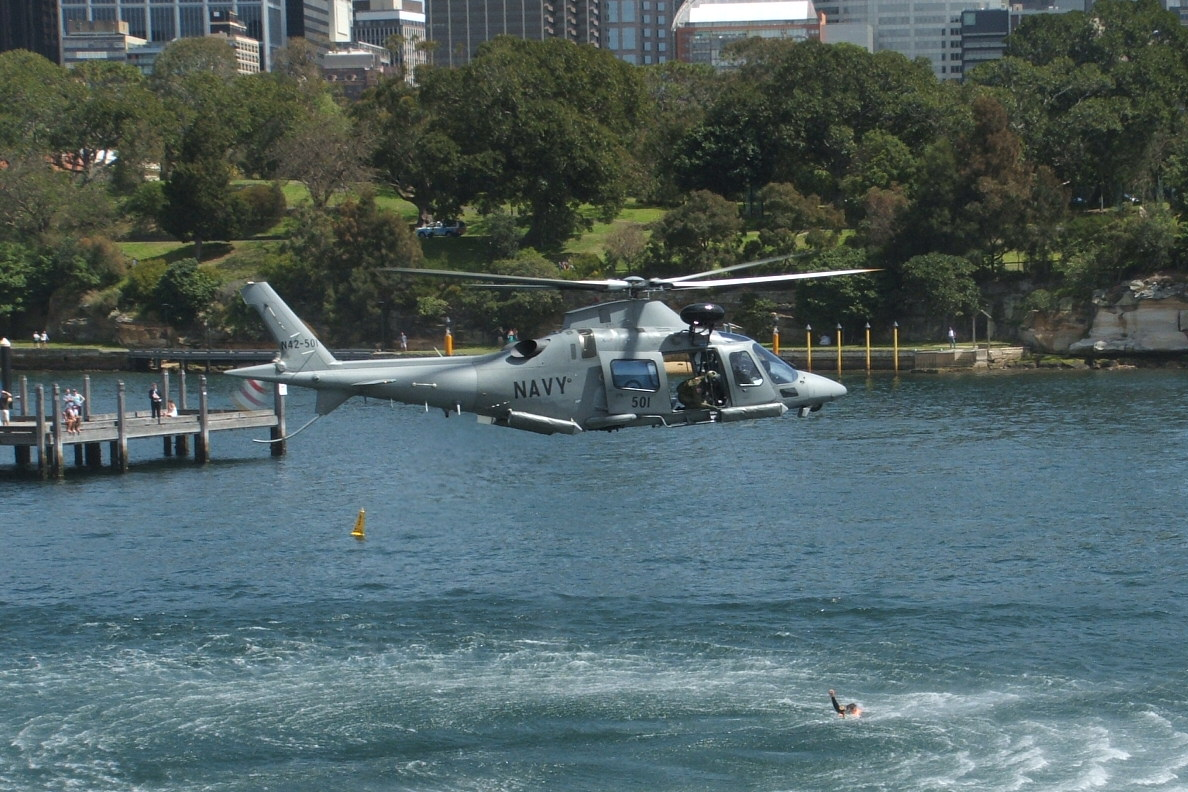
Heutiger Bordhubschrauber ist ein Agusta A109E

Beim Stapellauf taufte die Frau des damaligen nigerianischen Senatspräsidenten Wayas das Schiff in Hamburg auf den Namen Republic. Im gleichen Jahr wurde die Umbenennung in Aradu (Donner) angeordnet.
Das 1982 mit Abstand schlagkräftigste Kriegsschiff des Kontinents  war jedoch selten im Einsatz. 1987 kam es zu zwei Grundberührungen und einer Kollision. Blohm + Voss reparierte das Schiff von 1991 bis 1994 in Lagos. 1997 war die Aradu erneut nicht mehr einsatzbereit.
2001 wurde mit amerikanischer Unterstützung eine Generalüberholung durchgeführt. AWS 5-Radar und PHS-Sonar wurden durch moderne Geräte ersetzt. Ein Agusta A 109E ersetzte den defekten Bordhubschrauber des Typs Westland Lynx.
2005 und 2007 hat die Aradu Fahrten in internationale Gewässer unternommen. Sie nahm an der 200-Jahr-Feier der Schlacht von Trafalgar und an der 200-Jahr-Feier zu Ehren des brasilianischen Aufstiegs als gleichberechtigter Teil des portugiesischen Mutterlandes teil.
Das Schiff war Ende der 2000er Jahre wieder in einem schlechten Zustand. 2011 besuchte die damalige nigerianische Verteidigungsministerin Erelu Olusola Obada das Western Naval Command in Apapa. Sie stellte in Aussicht, das Schiff reparieren und wieder in Betrieb nehmen zu lassen. Ein Techniker, der am Bau des Schiffes beteiligt war, sollte hinzugezogen werden.